# Ечебаррі
Ечебаррі, Ечеваррі (баск. Etxebarri (офіційна назва), ісп. Echévarri) — муніципалітет в Іспанії, у складі автономної спільноти Країна Басків, у провінції Біская. Населення — 9171 особа (2009).
Муніципалітет розташований на відстані близько 320 км на північ від Мадрида, 3 км на південний схід від Більбао.
На території муніципалітету розташовані такі населені пункти: (дані про населення за 2009 рік)
- Кукульяга: 5550 осіб
- Донестебе: 3250 осіб
- Легісамон: 371 особа

## Демографія
Динаміка населення (INE ):

## Галерея зображень

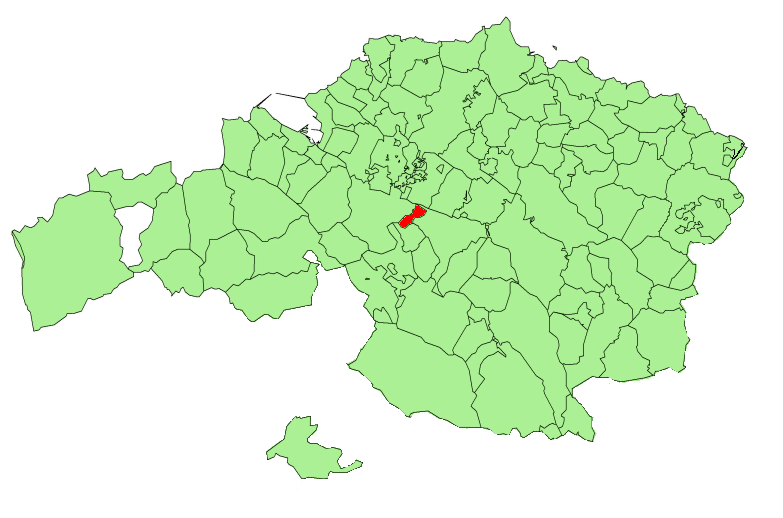
Розташування муніципалітету
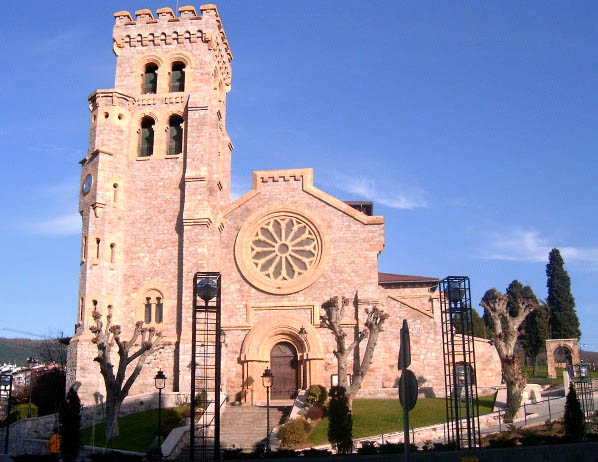
Церква Сан-Естебан
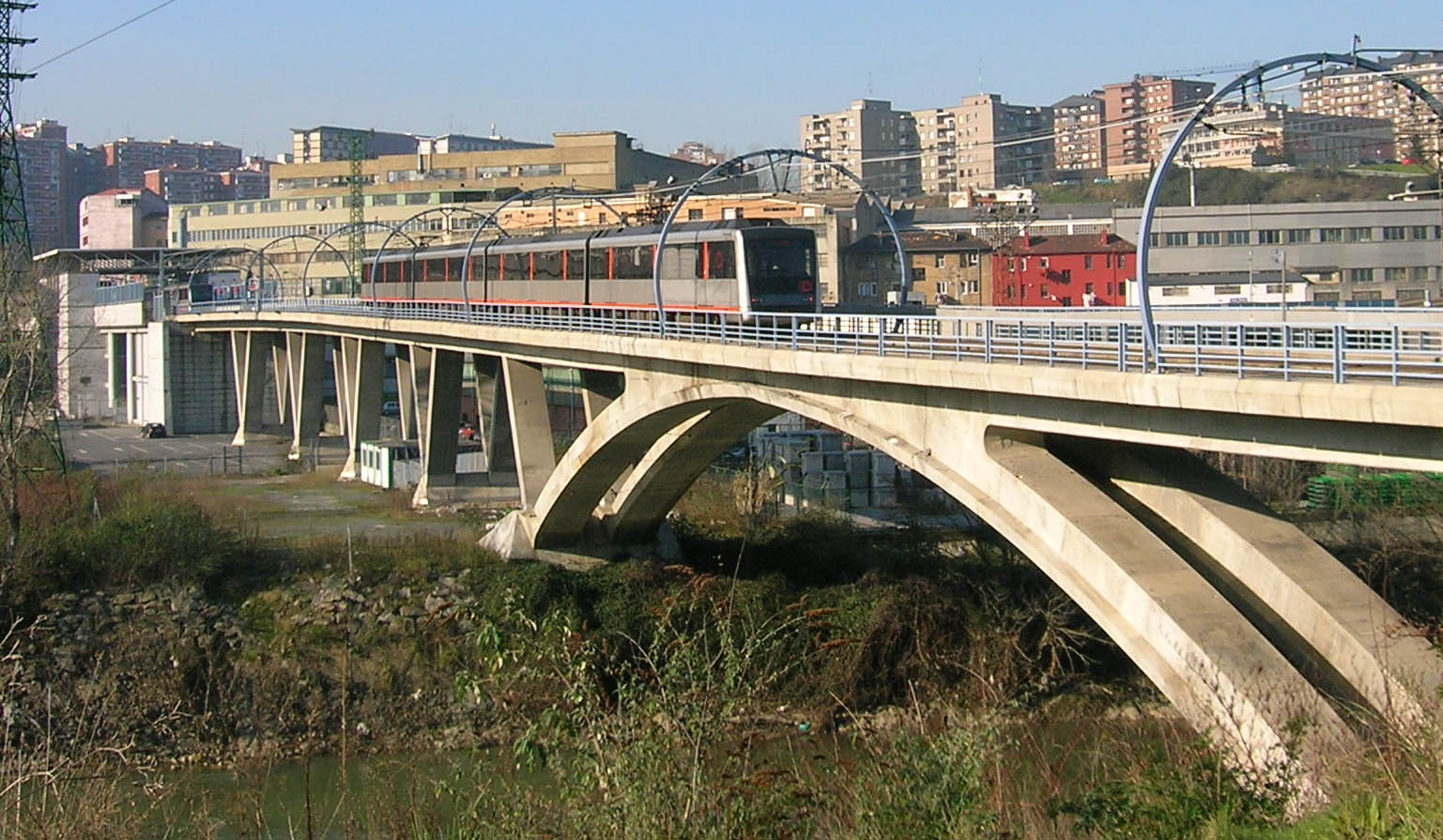
Станція Ечебаррі метрополітену Більбао